# Madelyn Deutch
Madelyn Deutch (* 23. března 1991 Los Angeles) je americká režisérka, herečka a hudebnice. Je známá psaním, hraním a složením hudby pro svůj celovečerní film The Year of Spectacular Men.

## Časný život
Madelyn Deutch se narodila v Los Angeles v Kalifornii. Je starší dcerou herečky Lei Thompson a režiséra Howarda Deutche a sestra herečky Zoey Deutch.

## Filmografie

### Film
| Rok  | Název                       | Role         |
| ---- | --------------------------- | ------------ |
| 2011 | Mayor Cupcake               | Anita Maroni |
| 2012 | Christmas Twister           | Chloe        |
| 2014 | Like a Country Song         | Zoey         |
| 2014 | 50 to 1                     | Alex         |
| 2014 | The Dog Who Saved Easter    | Minnie       |
| 2017 | Painted Horses              | Ms. Hog      |
| 2018 | Windsor                     | Maisie       |
| 2018 | The Year of Spectacular Men | Izzy Klein   |
| 2018 | Bad Company                 | Roxy         |

### Televize
| Rok       | Název        | Role   | Poznámka  |
| --------- | ------------ | ------ | --------- |
| 2015      | Texas Rising | Curls  | 3 epizody |
| 2016-2017 | Outcast      | Dakota | 8 epizod  |

### Videohry
- 2012 	Mystery Case Files: Shadow Lake 	Ghost Patrol Tech Kelli

## Hudební kariéra
Je členkou kapely založené v LA, BLEITCH s Piersem Baronem. Sama zkomponovala a nazpívala s Bleitchem hudbu pro svůj nadcházející film The Year Of Spectacular Men.

### Singly s Bleitch
- 2014 – „This is Our Youth“ (Part of background soundtrack of Episode 75 Lost Cause of True Blood (sezona 7)
- 2015 – „Paint by Numbers“
- 2015 – „Crime“
- 2015 – „Speaking of Moments“